# فرس البحر المخطط
فرس البحر المخطط (الاسم العلمي: Hippocampus zebra) (بالإنجليزية: Zebra seahorse)‏ هو نوع من الأسماك يتبع جنس فرس البحر من فصيلة زمارات البحر.